# Семёновское (сельское поселение деревня Ореховня)
Семёновское — деревня в Износковском районе Калужской области России. Входит в сельское поселение «Деревня Ореховня»

## География
Находится на реке Желонья. Рядом — Дряблово.

## Население
| 2002 | 2010 |
| ---- | ---- |
| 39   | ↗46  |

## История
В 1782-м году на этом месте находились пустоши деревни Луткино.
В XIX веке — деревня Семенково.